# Highway
Highway је црногорска група. Такмичили су се у другој сезони X Factor Adria 2015. где су освојили 4.место. Састав чине Петар Тошић (водећи вокал), Марко Пешић (гитара, вокал), Лука Војводић (гитара, вокал) и Бојан Јововић (клавијатуре, вокал).
Представљали су Црну Гору на Песми Евровизије 2016. у Стокхолму са песмом "The Real Thing". Наступили су у првој полуфиналној вечери, одржаној 10. маја и нису се пласирали у даље такмичење.